# エメリン (タンパク質)
エメリン（英: emerin）は、ヒトではEMD遺伝子（別名STA遺伝子）にコードされるタンパク質である。エメリンは脊椎動物の核膜の内膜に存在する膜タンパク質で、LEMD3と共通してLEMドメインを含む。エメリンは心筋と骨格筋で高度に発現している。心筋では、エメリンは介在板内のアドヘレンスジャンクションに局在し、細胞の張力の機械伝達やβ-カテニンシグナル伝達で機能しているようである。エメリンの変異はX連鎖劣性遺伝する疾患エメリー・ドレフュス型筋ジストロフィーの原因となり、心伝導系の異常と拡張型心筋症を引き起こす。
名称はアラン・エメリーに由来する。

## 構造
エメリンは、254残基のアミノ酸から構成される、29.0 kDa（見かけ上は34 kDa）のタンパク質である。エメリンはセリンに富むタンパク質で、N末端には荷電残基に近接して20アミノ酸の疎水性領域が存在する。疎水性領域はタンパク質の膜への固定に重要である可能性があり、荷電した末端は細胞質側に位置する。心筋、骨格筋、平滑筋では、エメリンは核膜の内膜に局在し、その発現は骨格筋と心筋で最も高い。特に心筋では、エメリンは介在板内のアドヘレンスジャンクションにも存在している。

## 機能
エメリンはセリンに富む核膜タンパク質で、核ラミナ結合タンパク質ファミリーのメンバーである。エメリンは、細胞骨格への膜の固定を媒介する。エメリー・ドレフュス型筋ジストロフィーはX連鎖型遺伝を行う変性型ミオパチーで、EMD遺伝子（臨床的にはSTAの名でも知られている）の変異によって引き起こされる。エメリンを欠損したマウスの線維芽細胞は張力刺激に対して機械受容遺伝子の正常な発現応答を誘導することができないことから、エメリンは機械的シグナルの伝達に関与していると考えられる。心筋では、介在板のアドヘレンスジャンクションにおいてエメリンはβ-カテニンと複合体を形成していることが判明しており、エメリンを欠損した心筋細胞ではβ-カテニンの再分布と介在板の構造や筋細胞の形状の乱れがみられる。この相互作用は、GSK-3βによって調節されているようである。

## 臨床的意義
エメリンの変異はX関連型劣性遺伝するエメリー・ドレフュス型筋ジストロフィーの原因となり、この疾患はアキレス腱、肘、後頸筋の早期拘縮、上肢近位筋と下肢遠位筋の筋力低下、洞徐脈、PR延長から完全な心ブロックに至るまでの心伝導障害によって特徴づけられる。この疾患の患者では、筋肉、皮膚の線維芽細胞、白血球を含むさまざまな組織でエメリンの免疫染色の喪失がみられるが、診断プロトコルはタンパク質染色よりも変異解析によって行われている。ほぼすべての症例で、変異によってエメリンタンパク質は完全に欠失するか検出できないレベルにまで低下している。症例の約20%では、Xq28領域内で染色体の逆位が生じている。
さらに近年の研究では、機能的なエメリンが存在しないことでHIV-1の感染力が低下することが発見された。そのため、エメリー・ドレフュス型筋ジストロフィーの患者は、HIV-1に対する免疫もしくはHIV-1の変則的な感染パターンを示すと予想されている。

## 相互作用
エメリンは次に挙げる因子と相互作用することが示されている。
- ACTA1（英語版）[19]
- ACTG2（英語版）[19]
- BANF1（英語版）[20][21]
- BCLAF1（英語版）[22]
- CTNNB1[11][23]
- GMCL1（英語版）[21]
- LMNA[19][24][25][26]
- PSME1（英語版）[24]
- SYNE1（英語版）[27][28][29]
- SYNE2（英語版）[27][29][30]
- TMEM43（英語版）[31]
- YTHDC1（英語版）[24]

## 関連文献
- “Nuclear assembly.”. Annu. Rev. Cell Dev. Biol. 13:  669–95. (1998). doi:10.1146/annurev.cellbio.13.1.669. PMID 9442884.
- “Emery–Dreifuss muscular dystrophy.”. Eur. J. Hum. Genet. 10 (3):  157–61. (2002). doi:10.1038/sj.ejhg.5200744. PMID 11973618.
- “Multiple roles for emerin: implications for Emery–Dreifuss muscular dystrophy”. The Anatomical Record Part A: Discoveries in Molecular, Cellular, and Evolutionary Biology 288 (7):  676–80. (2006). doi:10.1002/ar.a.20334. PMC 2559942. PMID 16761279.
- “Transcriptional organization of a 450-kb region of the human X chromosome in Xq28”. Proc. Natl. Acad. Sci. U.S.A. 90 (23):  10977–81. (1994). doi:10.1073/pnas.90.23.10977. PMC 47904. PMID 8248200.
- “Identification of new mutations in the Emery–Dreifuss muscular dystrophy gene and evidence for genetic heterogeneity of the disease”. Hum. Mol. Genet. 4 (10):  1859–63. (1996). doi:10.1093/hmg/4.10.1859. PMID 8595407.
- “A novel emerin mutation in a Japanese patient with Emery–Dreifuss muscular dystrophy”. Hum. Genet. 97 (5):  693–4. (1996). doi:10.1007/BF02281886. PMID 8655156.
- “Long-range sequence analysis in Xq28: thirteen known and six candidate genes in 219.4 kb of high GC DNA between the RCP/GCP and G6PD loci”. Hum. Mol. Genet. 5 (5):  659–68. (1997). doi:10.1093/hmg/5.5.659. PMID 8733135.
- “Aberrant intracellular targeting and cell cycle-dependent phosphorylation of emerin contribute to the Emery–Dreifuss muscular dystrophy phenotype”. J. Cell Sci. 111 (6):  781–92. (1998). PMID 9472006.
- “Immunocytochemical detection of emerin within the nuclear matrix”. Neuromuscul. Disord. 8 (5):  338–44. (1998). doi:10.1016/S0960-8966(98)00031-5. PMID 9673989.
- “Changes at P183 of emerin weaken its protein-protein interactions resulting in X-linked Emery–Dreifuss muscular dystrophy”. Hum. Genet. 104 (3):  262–8. (1999). doi:10.1007/s004390050946. PMID 10323252.
- “Emerin presence in platelets”. Acta Neuropathol. 100 (3):  291–8. (2001). doi:10.1007/s004019900169. PMID 10965799.
- “HA95 is a protein of the chromatin and nuclear matrix regulating nuclear envelope dynamics”. J. Cell Sci. 113 (21):  3703–13. (2001). PMID 11034899.
- “DNA Cloning Using In Vitro Site-Specific Recombination”. Genome Res. 10 (11):  1788–95. (2001). doi:10.1101/gr.143000. PMC 310948. PMID 11076863.
- “Structural characterization of the LEM motif common to three human inner nuclear membrane proteins”. Structure 9 (6):  503–11. (2001). doi:10.1016/S0969-2126(01)00611-6. PMID 11435115.